# Andrej Škrábik

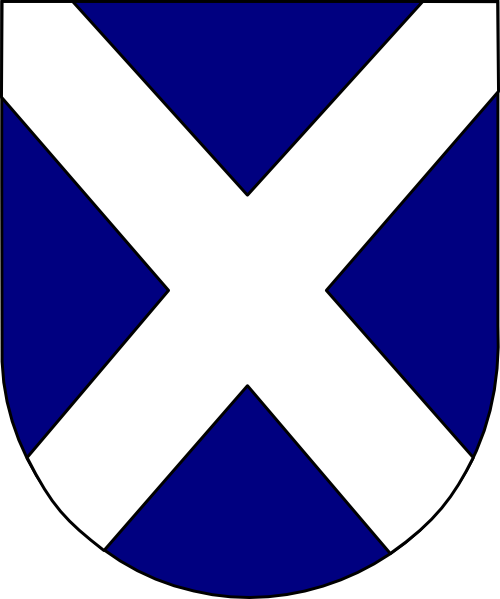
Wappen

Andrej Škrábik (* 13. Mai 1882 in Rajec, Österreich-Ungarn; † 8. Januar 1950 in Banská Bystrica, Tschechoslowakei) war ein slowakischer Römisch-katholischer Geistlicher und Autor. 
Skrábik studierte Philosophie und Katholische Theologie an der Universität Budapest. Er wurde am 17. September 1904 zum Priester geweiht. 1911 wurde er zum Doktor der Theologie promoviert. Als Universitätsprofessor für Theologie und Vorsitzender des Werkes zur Verbreitung des Glaubens verfasste er mehrere Werke zur Verteidigung des Glaubens sowie Artikel für verschiedene Zeitungen und Zeitschriften. 1929 wurde er Kanoniker in  Nitra und später Generalvikar. Zeitweise war er Richter am Kirchengericht.
Papst Pius XII. ernannte ihn am 12. August 1939 zum Titularbischof von Scyrus und Weihbischof in Nitra. Karol Kmeťko, Bischof von Nitra, weihte ihn am 17. September 1939 in Nitra zum Bischof. Mitkonsekratoren waren Pavol Jantausch, Apostolischer Administrator von Trnava, und Michal Buzalka, Weihbischof in Trnava.
Am 14. Juni 1941 ernannte Pius XII. ihn zum Koadjutor-Bischof von Banská Bystrica. Am 21. August 1943 folgte er nach dem Tod von Marián Bláha als Bischof von Banská Bystrica nach. Nach der kommunistischen Machtübernahme 1948 sollte er wegen seiner kompromisslosen Haltung vor Gericht gestellt werden, zu dem es aber aufgrund seiner Krankheit und seines frühen Todes nicht mehr kam.

## Werke
- 1919: Úvod do reči slovenskej, Nitra
- 1923: Ján Hus vo svetle pravdy, Trnava
- 1925: Červené slovensko, 1. Auflage, Trnava
- 1926: Červené slovensko, 2., überarbeitete Auflage, Trnava
- 1930: Rímska otázka, Trnava
- 1940: Misijným svetom, Trnava